# Sōtaisei Riron
Sōtaisei Riron (相対性理論?  lit. "Teoría de la relatividad") es una banda de J-Rock formada en Tokio en septiembre de 2006.

## Historia
La banda es conocida por no revelar mucho sobre sus vidas privadas. La cobertura de los medios con respecto a la banda es mínima y está estrictamente prohibido tomar fotos durante los shows en directo. La banda deriva sus influencias de géneros como kayōkyoku y post-rock. Los títulos de canciones y las letras a menudo implican juegos de palabras y referencias de la cultura pop. Según el guitarrista Seiichi Nagai, todos los miembros de la banda contribuyen en la composición de su música en mayor o menor medida.[cita requerida]
El trabajo debut de la banda fue el miniálbum Chiffon Shugi, el cual obtuvo el primer premio All Japan CD Shop Award. Su segundo álbum, Hi-Fi Shinsho, ocupó el séptimo lugar en la lista semanal de Oricon.
El tercer álbum, Synchroniciteen se lanzó en abril de 2010. El álbum consta de canciones totalmente nuevas y canciones que ya se han presentado en vivo durante numerosos eventos en vivo.
El cuarto álbum, Tadashii Sōtaisei Riron, estaba programado para lanzarse el 23 de marzo de 2011. Sin embargo, fue pospuesto debido al terremoto y tsunami de Japón de 2011, siendo finalmente lanzado el 27 de abril de 2011. Tadashii Sōtaisei Riron es un álbum de remixes con tres nuevas canciones y un total de diez mezclas de canciones previas.
En 2013 publicaron su álbum TOWN AGE, el cual contiene los sencillos "BATACO" y "YOU & IDOL".
Su último álbum de estudio hasta la fecha, titulado Tensei Jingle, salió a la luz en 2016 y recibió elogios de diferentes músicos. El disco incluye el sencillo "Kerberos", cuyo vídeo oficial en Youtube superó el medio millón de reproducciones.
A finales del 2018 publicaron una nueva canción llamada "NEO-FUTURE" mediante la plataforma Spotify.

## Miembros

### Formación actual
- Etsuko Yakushimaru (やくしまる えつこ?)[7] – Cantante
  - También es conocida por su trabajo de ilustración y narración.[8] Ella usa el alias Tica·α (ティカ・α Tika arufa?) en el trabajo de escritura de canciones y composición.[9]
- Seiichi Nagai (永井 聖一?)[7] – Guitarrista
  - Nagai también ha trabajado como productor, habiendo producido actos como Spangle call Lilli line.[10]
- Masaru Yoshida (吉田 匡?)[7] – Bajo
- Motoki Yamaguchi (山口 元輝?)[7] – Batería

### Miembros anteriores
- Itoken (イトケン?) – Teclado, percusión
- Kensuke Nishiura (西浦 謙助?) – Batería (Se fue para formar el grupo Syudan Kodo)[11][12]
- Shūichi Mabe (真部 脩一?) – Bajo (Se fue para formar el grupo Syudan Kodo)[11][12]

## Discografía
| Álbumes de estudio - Hi-Fi Shinsho (o Hi-Fi Anatomia) (2009) - Synchroniciteen (2010) - TOWN AGE (2013) - Tensei Jingle (2016) EPs - Chiffon Shugi (2008) Álbum remix - Tadashii Sōtaisei Riron (2011) | Colaboraciones - "Our Music" (2010) (como Sōtaisei Riron & Keiichirō Shibuya) - "Ranbō to Taiki" (2010) (como Sōtaisei Riron & Yoshio Ōtani) Sencillos - "LOVEずっきゅん" (2008) - "ミス・パラレルワールド ("Miss parallel world") (2011) - "BATACO" (2013) - "YOU & IDOL" (2013) - "Ultra Soda" (2016) - "FLASHBACK" (2016) - "ケルベロス"("Kerberos") (2016) |